# NGC 3340
NGC 3340 is een spiraalvormig sterrenstelsel in het sterrenbeeld Sextant. Het hemelobject werd op 30 januari 1865 ontdekt door de Duitse astronoom Albert Marth.

## Synoniemen
- UGC 5827
- MCG 0-27-42
- ZWG 9.101
- PGC 31892